# Surcouf (підводний човен)
«Сюркуф» (фр. Surcouf) — військовий корабель, великий океанський підводний човен або підводний крейсер, єдиний у своєму типі, що входив до складу військово-морських сил Франції та військово-морських сил Вільної Франції за часи Другої світової війни. Найбільший підводний човен у світі до появи в 1944 році японських океанських човнів типу I-400. Крім торпедного озброєння, човен був озброєний двома 203-мм гарматами, мав гідролітак для розвідки і коригування артвогню. Після закінчення Першої світової війни, «Сюркуф» став вершиною спроб об'єднати в рамках одного корабля скритність підводного човна і вогневу міць надводного корабля. Також особливістю «Сюркуфа» була здатність вести артилерійський вогонь у напівзануренному положенні. 18 лютого 1942 року зник безвісти за нез'ясованих обставин.
Підводний човен «Сюркуф» був закладений 1 липня 1927 року на верфі компанії Arsenal de Cherbourg у Шербурі. 18 листопада 1929 року він був спущений на воду, а 16 квітня 1934 року увійшов до складу ВМС Франції.

## Історія служби

### Довоєнний час
Після введення до строю у квітні 1934 року «Сюркуф» розпочав службу у складі ВМС Франції. Вже з 30 квітня по 4 травня 1934 року підводний крейсер спільно з 2-ю ескадрою віце-адмірала Дрюжона взяв участь у маневрах. 1 червня його офіційно зарахували до складу 4-го дивізіону підводних човнів.
27 червня підводний крейсер вийшов у перший далекий похід до берегів Французької Західної Африки і до Антильських островів. Втім, через технічні проблеми із силовою установкою човен незабаром повернувся до Бреста, де встав на ремонт, який тривав багато місяців.
Лишень 15 листопада 1935 року завершилися ремонтні роботи і підводний крейсер відправили для участі в урочистостях з нагоди З00-річчя приєднання до Франції Антильських островів. 23 листопада човен вийшов з Бреста. 27 листопада «Сюркуф» прибув до Касабланки, де повідомив про чергову аварію масляного насоса. 5 грудня він вийшов з марокканського порту і попрямував на Антильські острови. 15 грудня назустріч човну вийшов ескорт французького флоту на крейсері «Еміль Бертен» під прапором контрадмірала Дюпле. 16 грудня «Сюркуф» увійшов в порт на острові Гваделупа. 10 січня 1936 року артилеристи підводного крейсера провели навчальні стрільби з 203-мм і 37-мм гармат по скелях у декількох милях північніше Порт-оф-Спейна.
У подальшому підводний човен брав участь у навчаннях, втім уже у вересні 1936 року корабель знову став на ремонт, який тривав більше року. У вересні 1937 року, після завершення ремонту і модернізації, човен вийшов на нові випробування, які показали досить посередні результати.
Але, через технічні проблеми вже 13 грудня 1937 року човен знову поставили на ремонт, який тривав до середини січня 1938 року, а потім, після недовгого перебування на службі, найбільша у світі субмарина черговий раз стала на ремонт, який тривав цього разу аж до січня 1939 року.

### Друга світова війна
1 вересня 1939 року розпочалася Друга світова війна і французький флот перейшов на воєнний стан. 4 вересня «Сюркуф» увійшов на рейд Фор-де-Франса. Огляд корпусу довів, що човен потребує серйозного ремонту, і було прийнято рішення про повернення корабля до Бреста. У складі конвою KJ 2, човен вирушив до берегів Франції. 11 жовтня через погодні умови, «Сюркуф» змушений був залишити конвой. Швидкість човна впала до 10 вузлів, і лише 19 жовтня «Сюркуф» увійшов в гавань Бреста, де наступного дня встав на ремонт.
25 квітня 1940 року «Сюркуф» вийшов з доку, однак військова ситуація на континенті різко загострилася. 10 травня 1940 року розпочалася Французька кампанія, війська вермахту швидко розгромили об'єднані сили англо-французької коаліції і поринули вглиб Франції. «Сюркуф», який на початок кампанії перебував у ремонтних доках Шербура, з початком німецького вторгнення перевели до Бреста, де готували для далеких походів до Антильських островів та Гвінейської затоки. 18 червня був отриманий наказ про переведення підводних човнів на бази Західної Африки чи Британії. О 13.30 підводний крейсер під електромоторами вийшов на рейд і завантажив в ангар гідролітак. При спробах запустити дизелі виявилося, що горизонтальні рулі заклинило і це викликало сильну вібрацію. Після огляду з'ясували, що виправити це можливо тільки в сухому доці. Від походу в Касабланку відмовилися і прийняли рішення доправити човен до Британії. Коли нависла загроза захоплення німцями підводного крейсера, «Сюркуф» під командуванням капітана фрегата Поля Мартіна, не маючи можливості зануритися, і лише з одним спрацьованим двигуном та заклиненим кермом, ледве перетнув Ла-Манш і прибув до Плімута.
3 липня британці, занепокоєні тим, що французький флот через підписане перемир'я буде захоплений німецькими Крігсмаріне, за наказом Вінстона Черчилля провели операцію «Катапульта». Королівський флот заблокував військово-морські бази, в яких стояли французькі військові кораблі, і поставив ультиматум: знову приєднатися до боротьби з Німеччиною, капітулювати або бути розгромленими. Мало хто з офіцерів французького флоту сприйняв це охоче; північноафриканський флот у Мерс-ель-Кебірі та кораблі, що базувалися в Дакарі (Західна Африка), відмовились. Зрештою французькі лінкори в Північній Африці були атаковані, і всі, крім одного, були затоплені британським Середземноморським флотом у місцях базування.
Французькі кораблі, що на цей день виявилися в портах Великої Британії та Канади, також були захоплені британськими військами, і відбулося це фактично без інцидентів. Єдина серйозна сутичка сталася в Плімуті на борту «Сюркуфа», коли внаслідок штурму абордажною командою французького підводного човна загинули три військових Королівського флоту, командер Деніс Спраг, командир ПЧ «Темза», лейтенант Патрік Гріффітс з ПЧ «Роквол» та моряк Альберт Вебб з лінкора «Рівендж». Також у стрілянині загинув французький механік Ів Даніель.
Результати англійської операції спричинили серйозний удар по репутації колишніх союзників. Тільки 14 осіб з близько 140 членів екіпажу «Сюркуфа» залишилися для продовження бойових дій проти нацистів. Решта була під конвоєм відправлена в Ліверпульський табір для військовополонених.
До серпня 1940 року британці завершили ремонт «Сюркуфа» і передали його флоту Вільної Франції. Новим командиром став єдиний офіцер, зі старого екіпажу, який погодився служити під британським контролем, капітан фрегата Жорж Луї Блейсон. 15 вересня 1940 року на човні знову підняли французький прапор. Екіпаж становив лише 40 осіб. Після численних суперечок про застосування човна, його зарахували до складу 3-ї флотилії підводних човнів.
У грудні 1940 року, на човни завершили ремонтні роботи, і вивели його на випробування. Після місяця підготовки екіпажу, і проведення навчальних походів, незважаючи на недостатню підготовку і відсутність навичок у команди, командир підводного човна доповів про готовність до бойових дій.
Потім «Сюркуф» вирушив до канадської бази в Галіфаксі, Нова Шотландія, і супроводжував трансатлантичні конвої. У квітні 1941 року французький корабель був пошкоджений німецьким літаком у Девонпорті.
28 липня 1941 року підводний крейсер вирушив на морський суднобудівний завод у Портсмуті, штат Нью-Гемпшир, де встав на тримісячний ремонт.
У грудні 1941 року «Сюркуф» доставив французького адмірала флоту Вільної Франції Еміля Музельє до міста Квебек. Поки адмірал знаходився в Оттаві, домовляючись з канадським урядом, до капітана «Сюркуфа» підійшов репортер газети The New York Times Айра Вольферт і розпитав про чутки, що підводний човен братиме участь у звільненні для Вільної Франції островів Сен-П'єр і Мікелон. Вольферт супроводжував підводний човен до Галіфаксу, де 20 грудня вони приєдналися до вільних французьких корветів «Мімози», «Аконіту» та «Аліс», і 24 грудня без опору здобули контроль над островами для Вільної Франції.
Державний секретар США Корделл Голл, який щойно уклав угоду з урядом Віші, що гарантує нейтралітет французьких володінь у західній півкулі, і він погрожував подати у відставку, якщо президент США Франклін Д. Рузвельт не вимагатиме відновлення існуючого стану. Рузвельт так і зробив, але коли Шарль де Голль відмовився, Рузвельт не став наполягати.

### Загибель човна
B 15.00 12 лютого 1942 року «Сюркуф» вийшов від берегів Бермуд і взяв курс на Панамський канал через острови Кайкос. Підводний човен повинен був бути там 19 лютого. Човен міг рушити на швидкості до 14 вузлів під двома дизелями, проте з останніх радіограм, отриманих з підводного крейсера, було відомо, що він йшов під одним дизелем зі швидкістю не більше 10,5 вузлів у надводному положенні, так як командир Блейсон не хотів ризикувати та занурюватися з одним робочим електромотором.
17 лютого «Сюркуф» пройшов Ямайку, в 13.00 передавши радіограму про прибуття в район, який перебував у 280 милях від узбережжя Панами. За джерелами в британському Адміралтействі, остання позиція, зафіксована радіоперемовинами на 13.00 18 лютого — 14 ° 00 'пн.ш. і 79 ° 00 'з.д. До 9 години ранку наступного дня французький човен повинен був прибути в Колон — невеликий порт на вході в Панамський канал з боку Карибського моря.
Американське розслідування дійшло висновку, що зникнення підводного човна могло відбутися внаслідок випадкового зіткнення з американським вантажним судном «Томпсон Лайкс», який плив один із затоки Гуантанамо в дуже темну ніч; вантажне судно повідомило, що наразилося на частково занурений предмет, який врізався в бік та кіль судна. Спостерігачі на борту «Томпсон Лайкс» чули людей у воді, але судно не зупинилося, вважаючи, що воно вдарилося об німецький підводний човен, хоча крики про допомогу лунали англійською мовою. У Панаму було надіслано сигнал із описом інциденту.
Інцидент призвів до загибелі 130 людей (у тому числі 4 осіб від Королівського флоту) під командуванням капітана фрегата Жоржа Луї Ніколя Блейсона. Про втрату «Сюркуфа» було оголошено штабом Вільної Франції у Лондоні 18 квітня 1942 року. Наступного дня вийшло повідомлення в The New York Times. До січня 1945 року не було офіційної інформації, що «Сюркуф» затонув унаслідок зіткнення з «Томпсоном Лайкс».
|                                |
| Оригінальна конфігурація, 1932 |

|                                                      |
| Конфігурація 1934 року у кольорах берлінської лазурі |

|                                                                 |
| Конфігурація 1938 року: без радіомачти та зміни у бойовій рубці |

|                                                                                       |
| Конфігурація 1940 року: у двотональних сірих кольорах та номером 17P на бойовій рубці |